# Efrat
Efrat (en hebreu: אפרת) és un assentament israelià que està situat a Cisjordània, en l'Àrea de Judea i Samaria, a uns 6,5 km a l'est de la línia marcada per l'armistici de 1949 o "Línia Verda", i a l'est de la tanca de seguretat entre Palestina i l'Estat d'Israel. Es troba al sud de Jerusalem, entre Betlem i Hebron. Encara que està situat en el conjunt d'assentaments anomenat Gush Etzion, Efrat és un consell local independent de la regió de Gush Etzion i va ser establert en 1983. El seu nom prové del llibre de Gènesi (35:16-19).

## Demografia
Segons l'Oficina Central d'Estadístiques d'Israel, en desembre de 2010, Efrat comptava amb una població total de 7.454 habitants, que en 2014 el consell municipal estimava en 9.400 habitants. Es preveu que en 5 anys a partir de 2014, la població haurà augmentat en un 60% quan finalitzin les noves barriades en construcció. La població d'Efrat és majoritàriament sionista religiosa, i inclou molts jueus ortodoxos que van fer aliyyà (emigració) des dels Estats Units. Efrat és considerat tradicionalment com una de les destinacions favorites dels immigrants angloparlants.